# Musée océanographique de Tokyo

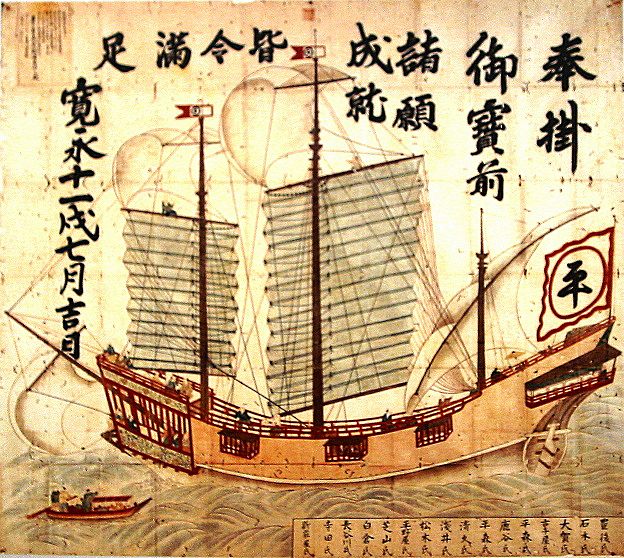
Tableau d'un shuinsen, Musée océanographique

Le Musée océanographique (船の科学館, Fune-no-kagakukan) de Tokyo se trouve sur l'île artificielle d'Odaiba dans la baie de Tokyo.
Les expositions comprennent des bateaux japonais, des articles liés à la marine, à l'industrie du transport maritime, à la pêche, à la voile, aux loisirs maritimes, à la conception et à la construction de navires et à l'environnement des mers et des océans autour du Japon.  Le bâtiment du musée lui-même est inspiré du paquebot britannique Queen Elizabeth 2.
À l'extérieur du bâtiment du musée se trouvent un certain nombre d'expositions, dont une grande hélice à vis, le sous-marin Tankai, le submersible PC-18, un bateau de pêche en bois de Kujūkuri, le phare d'Osesaki et le phare d'Anorisaki.
Depuis mai 1979, le brise-glace Sōya est amarré à côté du musée et ouvert au public.
Le musée ferme définitivement en 2024 et est alors rasé. Seul le Sōya reste présent.[réf. nécessaire]

## Galerie

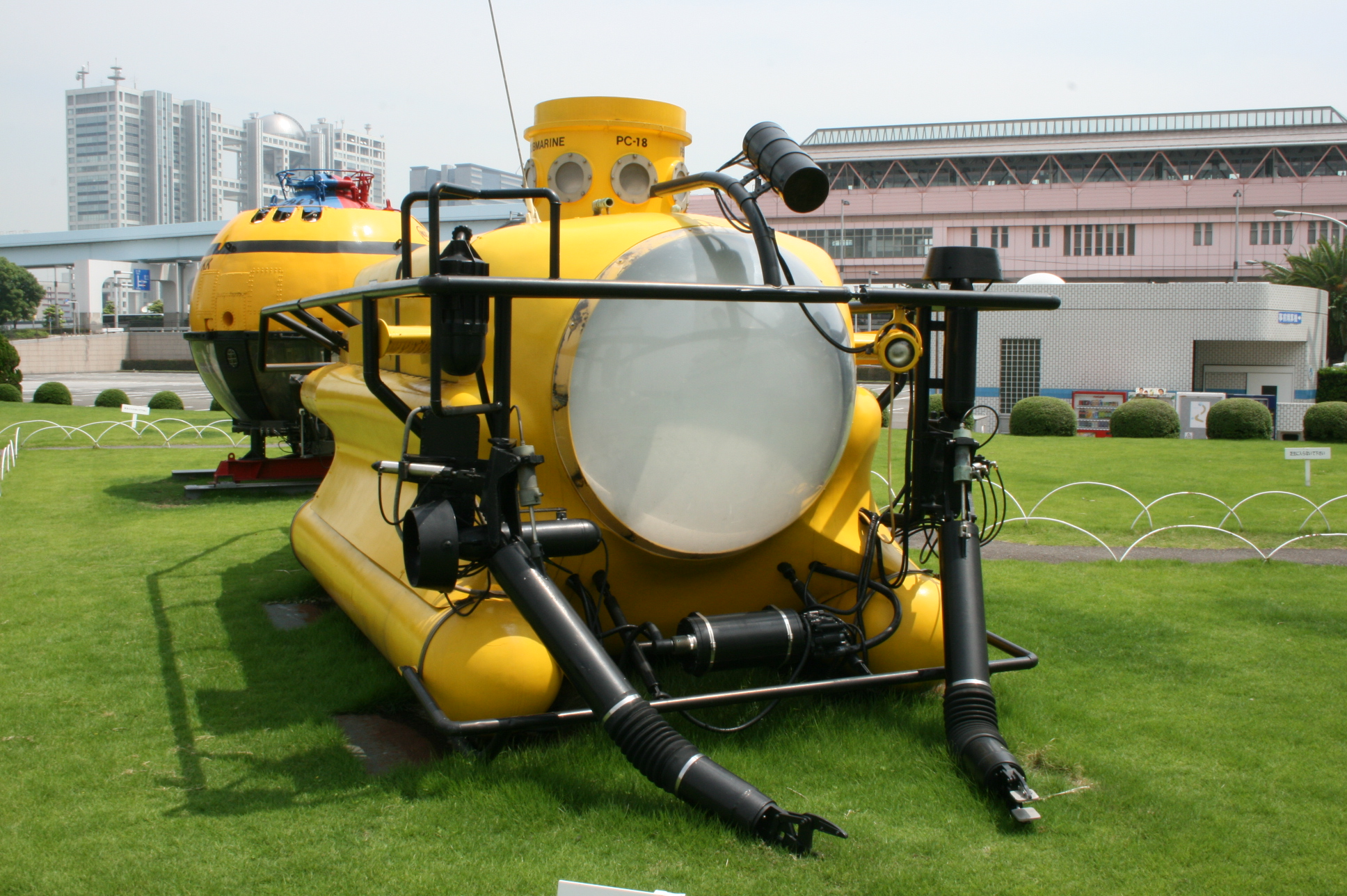
Sous-marin océanographique PC-18.
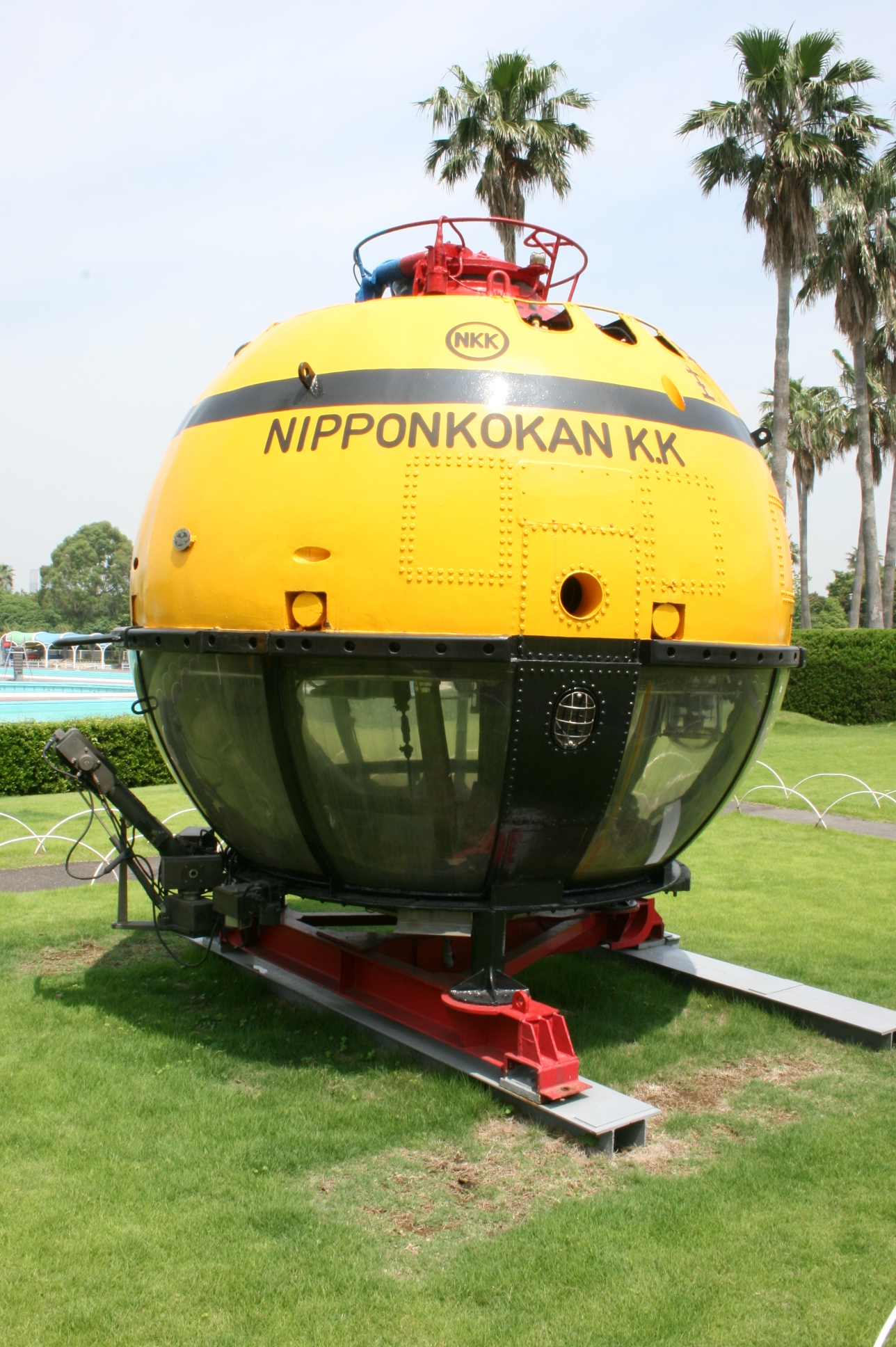
Sous-marin Tankai.
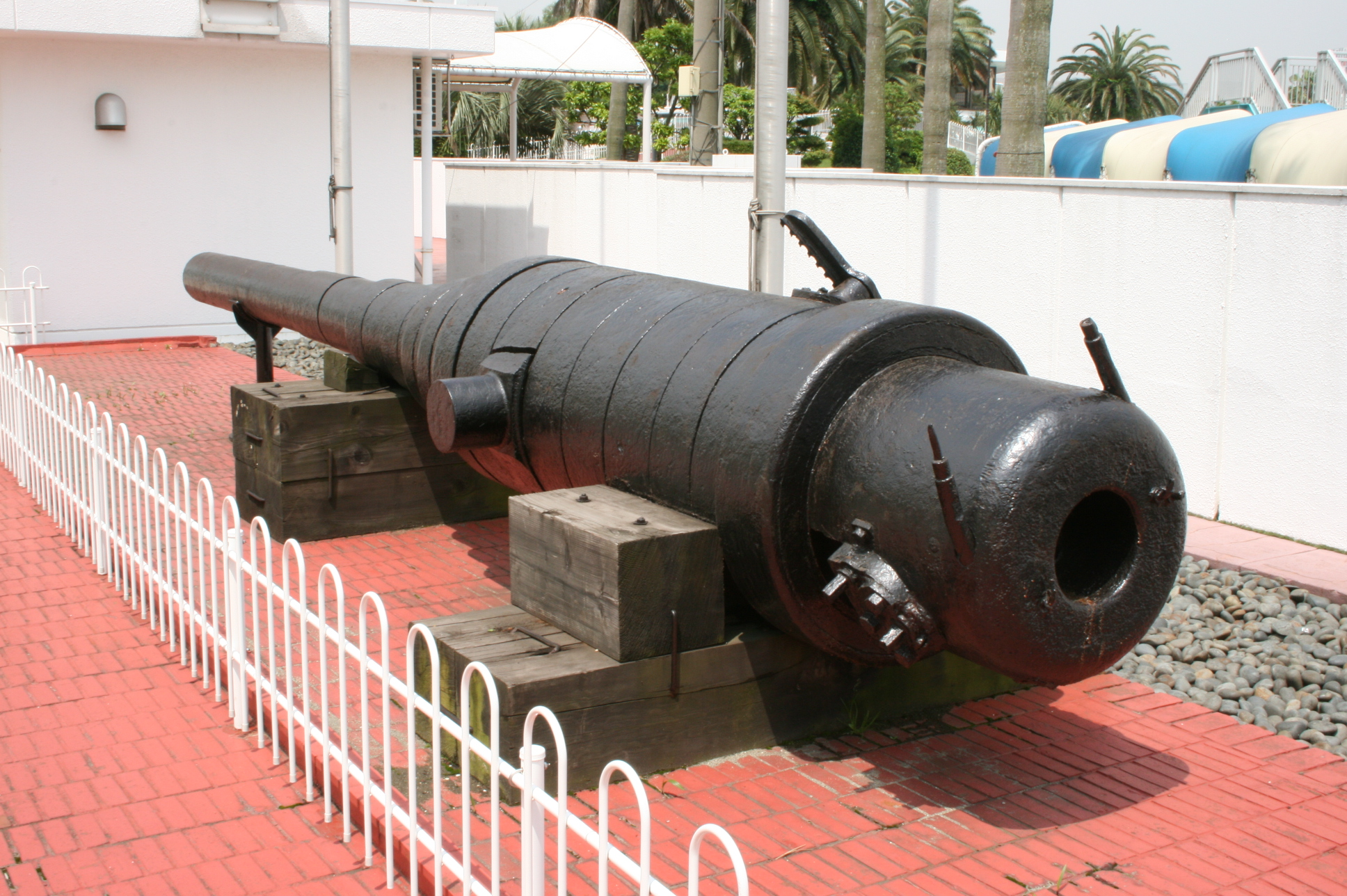
Canon du Amiral Nakhimov (1885).
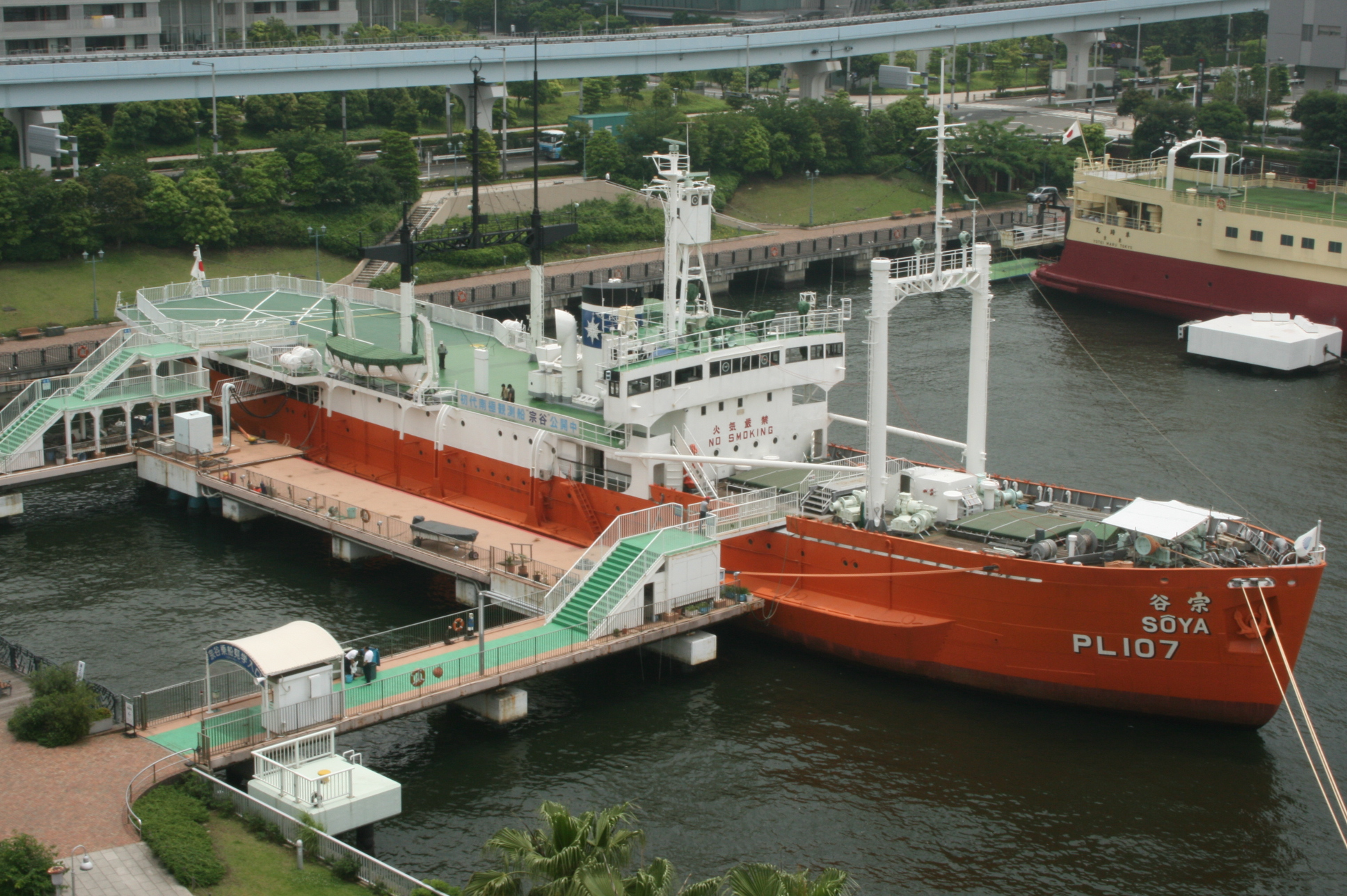
Brise-glace Sōya.